# National Autistic Society
La National Autistic Society (NAS) est un organisme de bienfaisance britannique pour les personnes avec des troubles du spectre autistique (TSA). Le but de l'organisation est d'améliorer la vie des personnes avec autisme dans le Royaume-Uni.
Fondée en 1962 en tant qu'Autistic Children's Aid Society of North London, la NAS compte environ 18 000 membres. Elle est financée par des subventions du gouvernement britannique ainsi que des contributions volontaires.
En plus d'une large gamme de services pour les adultes et enfants autistes d'Angleterre, d'Écosse, d'Irlande du Nord et du pays de Galles, l'organisme de bienfaisance a un service d'assistance ouvert cinq jours par semaine, une gamme de produits pour les professionnels travaillant avec des autistes et lance régulièrement des campagnes de sensibilisation.